# Hippolyte Castille
Hippolyte Castille, né le 8 novembre 1820 à Montreuil (Pas-de-Calais) et mort le 26 septembre 1886 à Luc-sur-Mer (Calvados), est un journaliste, romancier, publiciste et pamphlétaire français.  

## Biographie
Charles-Hippolyte Castille a pour père le colonel Castille, officier d'ordonnance de Napoléon, qui meurt juste avant sa naissance en 1820. Un compagnon d'armes de son père lui obtient une bourse pour son éducation au collège de Douai d'abord puis au collège de Cambrai où il est remarqué pour son indiscipline. Ses classes terminées et après quinze mois sans ne rien faire, il convainc sa mère de le laisser partir pour Paris, là où il pourra satisfaire sa passion pour les lettres. Ce qu'il fait et grâce à l'entremise de Claude-Denis Mater, un ancien ami de son père, entre au service du comte Jaubert, ministre des travaux publics.
Cet emploi lui laisse du temps pour commencer sa première nouvelle Margrave des Claires qu'il publiera avec d'autres lorsqu'il quittera contraint le cabinet du ministre, après la dénonciation qu'il ose faire des manœuvres de corruption constatées dans le ministère.
Il collabore alors à divers journaux et revues, dont L'Esprit public avec Léonce Dupont, le Musée des familles et Le Corsaire, et fonde Le Travail intellectuel et La République française.
Son travail de journaliste et de critique littéraire l'amène à rencontrer tant des écrivains comme Alexandre Dumas, Eugène Sue ou Honoré de Balzac que des économistes politiques comme Gustave de Molinari ou Frédéric Bastiat avec lesquels il débat des questions économiques et sociales. Il se positionne en faveur de la république, tient Napoléon III en estime et hait la monarchie parlementaire comme le montre son essai Les Hommes et les mœurs en France sous le règne de Louis-Philippe.

## Publications
- Le Dernier Banquet de la bourgeoisie, 1849
- La Place publique, 1849
- Les Ambitieux, 1851
- Les Oiseaux de proie, 1851
- L'Ascalante, 1852
- Les Hommes et les Mœurs en France sous le règne de Louis-Philippe, 1853
- La Chasse aux chimères. Le Dernier des Starle, 1854
- Histoire de la seconde République française[5], 4 vol., 1854-1856
- Histoires de ménage, scènes de la vie réelle, 1856
- Portraits politiques au dix-neuvième siècle, 80 fasc., 1857-1862

- Parallèle entre César, Charlemagne et Napoléon : L'Empire et la démocratie, philosophie de la légende impériale, 1858
- Aventures imaginaires, 1858
- Blanche d'Orbe, précédé d'un essai sur Clarisse Harlowe et La Nouvelle Héloïse, 2 vol., 1859
- L'Excommunication, 1860
- Le Pape et l'Encyclique, 1860
- Napoléon III et le clergé, 1860
- La Quatrième Dynastie, 1861
- Histoire de la Révolution française, 4 vol., 1863

- Les Massacres de juin 1848, 1869
- Lettres de Paris, 2 vol., 1873
- Les Compagnons de la mort. Espérance, s. d.
- Le Contrebandier, s. d.
- Le Markgrave. Le Secret d'une jeune fille, s. d.